# Região de Davau
Davau (Davao) é um região de Filipinas nas Filipinas. De acordo com o censo de 1 de maio  de  2020 possui uma população de 5 243 536 pessoas e 1 159 719 domicílios.